# Davi Kopenawa Yanomami
Davi Kopenawa Yanomami, född ungefär 1956 i Makarana, Brasilien,  är talesperson samt schaman för Yanomamistammen som lever i regnskogarna och bergen i norra Brasilien och södra Venezuela.

## Biografi
Davi Kopenawa Yanomami bor i Watoriki där han praktiserar shamanism tillsammans med den äldsta och mest respekterade shamanen inom Yanomamibefolkningen, som också är hans svärfar. Han är gift med Fátima och de har 6 barn samt två barnbarn. Kopenawa ledde en stor internationell kampanj för att bevara landet där Yanomamifolket bor vilket gav honom mycket uppmärksamhet i Brasilien och resten av världen.
Kopenawa har bland annat besökt London för att Europa ska få veta hur verkligheten ser ut för Yanomamibefolkningen där ungefär 3 000 guldgrävare arbetar olagligt och förstör naturen där stambefolkningen bor. Han menar att guldgrävarna sågar ner träd och gräver djupa hål i marken. Dessutom använder de material som är skadligt samt att smutsen som de sprider förorenar vatten så att fiskar och andra djur som dricker ur vattnet blir sjuka och dör. Han vill att europeiska ledare ska sätta större press på Brasiliens regering för att skydda Yanomamibefolkningen och regnskogen

## Kampen mot förstöring av Amazonas regnskog
Davi Kopenawa har i 20 års tid kämpat genom att starta kampanjer och protestera för att skydda Amazonas regnskog från skövling.
I samband med Kopenawas resor har han träffat fyra brasilianska presidenter, Norges kung, USA:s före detta vicepresident Al Gore och Prins Charles. År 1999 blev Kopenawa tilldelad Rio Brancos orden av president Fernando Henrique Cardoso samt UN global 500-priset för sitt arbete med att skydda Yanomamis hem i regnskogen samt bevaringen av befolkningens framtid. 

## Right Livelihood-priset 2019
År 2019 fick Davi Kopenawa Right Livelihoodpriset för sin kamp tillsammans med organisationen Hutukara Yanomami Association för deras arbete med att bevara Amazonas regnskogar och mångfald samt Yanomanis landområde och kultur. Kopenawa grundade Huktukara tillsammans med andra Yanomamiledare år 2004 och han är idag organisationens president.

## The Falling Sky
År 2010 utgavs Kopenawas bok ”The Falling Sky” vilket är den första boken skriven av en person född inom Yanomamibefolkningen. Boken handlar om olika fördomar människor har mot stambefolkningen samt uppmanar människor att bevara Amazonas regnskog. Boken har nominerats till en av de bästa vetenskapsböckerna år 2013 av New Scientists samt valdes ut till en av de bästa böckerna om avskogning år 2018 av New Guardians dåvarande miljöredaktör. 